# Ingrid Otto
Ingrid Otto (* Februar 1939) ist eine deutsche Eisstockschützin.

## Werdegang
Die für den Hamburger Eislauf-Verein (HEV) antretende Otto wurde 1993 und 1996 deutsche Meisterin im Einzelzielwettbewerb. Sie setzte sich damit gegen die die Sportart in Deutschland bestimmende Konkurrenz aus Bayern durch. Bei der in Linz ausgetragenen Europameisterschaft 1996 belegte sie in derselben Wettkampfklasse den zweiten Rang.
Sie wurde ebenfalls mehrmals Hamburger und Norddeutsche Meisterin. Später trat Otto für den Hamburger SV an.